# 加利福尼亞州友好城市列表
加利福尼亞州友好城市或姊妹城市列表
- 阿拉米達：中國無錫
- 安那翰：日本水戶市、西班牙維多利亞
- 貝爾蒙特：比利時那慕爾
- 比華利山：法國康城
- 柏本克： 日本日本太田市、 南韓仁川、瑞典索爾納、博茨瓦納嘉柏隆里
- 卡爾斯巴德：日本富津市、捷克卡羅維發利
- 柯文納：墨西哥哈拉帕
- 庫比蒂諾：日本豐川市、台灣新竹市、中国岳阳市
- 佛雷斯諾：日本高知市、巴基斯坦拉合爾、德國明斯特、墨西哥托雷翁
- 佛森：中國蛟河、義大利克雷斯帕諾德爾格拉帕
- 諾米榙：日本大阪高石市
- 長灘：菲律賓巴科洛德、墨西哥瓜達拉哈拉、土耳其伊茲密爾、印度加爾各答、厄瓜多曼塔、柬埔寨金邊、中國青島、俄羅斯索契、智利瓦爾帕萊索、日本四日市市
- 洛杉磯：希臘雅典、紐西蘭奧克蘭、菲律賓馬卡蒂、墨西哥墨西哥城、印度孟買、日本名古屋、南韓釜山、俄羅斯聖彼得堡、巴西薩爾瓦多、克羅地亞斯普利特、伊朗德黑蘭、溫哥華加拿大、德國柏林、台灣台北、法國波爾多、以色列埃拉特、埃及吉薩、中國廣州、印尼雅加達、立陶宛考那斯、尚比亞盧薩卡、亞美尼亞埃里溫
- 美西德：澳大利亞奧爾伯里
- 奧克蘭：俄羅斯納霍德卡、中國大連、日本福岡、牙買加奧喬里奧斯、迦納塞康第-塔科拉迪、古巴聖地亞哥
- 橘郡：澳大利亞橘郡、墨西哥克雷塔羅、法國奧朗日、 新西兰紐西蘭提瑪魯、 俄羅斯俄羅斯新科西諾區
- 棕櫚谷：墨西哥蓬西特蘭（英语：Poncitlán）
- 普萊森頓：墨西哥圖蘭辛戈
- 紅土市：日本日野市
- 河濱市：日本仙台市、中國江門市、墨西哥恩塞納達、印度海德拉巴
- 柔似蜜：台灣基隆、墨西哥薩波潘
- 沙加緬度：紐西蘭漢密頓、中國濟南、瑞士利斯塔爾、菲律賓馬尼拉、日本松山市、南韓龍山區、摩爾多瓦基希訥烏
- 聖地牙哥：日本橫濱、澳洲珀斯、巴西坎皮納斯
- 三藩市：象牙海岸阿比讓、意大利阿西西、委內瑞拉卡拉卡斯、愛爾蘭科克、以色列海法、越南胡志明市、菲律賓馬尼拉、南韓首爾、法國巴黎、中國上海、中國青島、澳洲悉尼、台灣台北、希臘塞薩洛尼基、瑞士蘇黎世
- 聖荷西：日本岡山市、哥斯大黎加聖荷西、墨西哥韋拉克魯斯、台灣台南、 爱尔兰愛爾蘭都柏林、印度浦那、俄羅斯葉卡捷琳堡
- 聖塔克魯茲：烏克蘭阿盧什塔、尼加拉瓜希諾特佩、委內瑞拉拉克魯斯港、義大利东塞斯特里、日本新宮市
- 聖塔羅莎：烏克蘭切爾卡瑟、南韓濟州市、墨西哥洛斯莫奇斯
- 薩拉托加：日本向日市
- 索夫昂：丹麥奧爾堡
- 特曼庫拉：荷蘭莱岑丹-福尔堡、日本大山町、日本中山町
- 托倫斯：日本柏市
- 特雷西：日本芽室町